# Glaucopsyche mertila
Glaucopsyche mertila är en fjärilsart som beskrevs av Edwards 1866. Glaucopsyche mertila ingår i släktet Glaucopsyche och familjen juvelvingar. Inga underarter finns listade i Catalogue of Life.